# مسلم قاضی‌محمدف
مسلم قاضی‌محمدف (روسی: Муслим Гамзатович Гаджимагомедов؛ IPA: [mʊˈslʲim ɡədʐʐɨməɡɐˈmʲedəf]؛ زادهٔ ۱۴ ژانویهٔ ۱۹۹۷) بوکسور اهل روسیه است.